# 에밀리아 조리안
에밀리아 조리안(Emilia Zoryan, 1990년 ~ )은 미국의 모델, 배우, 텔레비전 배우, 영화배우이다.
아르메니아에서 태어났다.

## 영화
- VHS 3 (2014년)
- 폴링 오버나잇 (2011년) - 클로에 웹 역